# Nation's Giant Hamburgers
Nation's Foodservice, Inc., com a designação comercial de Nation's Giant Hamburgers ou simplesmente Nation's, é uma cadeia regional de restaurantes de fast-food de El Cerrito, Califórnia, de capital fechado. O seu menu inclui hambúrgueres, cachorros-quentes, sanduíches, café da manhã e torta. A cadeia, fundada em 1952, opera majoritariamente na Região da Baía de São Francisco, especialmente na Grande Baía Oriental, com alguns locais também na área de Sacramento e na área de Stockton.

## História
Russ Harvey comprou uma barraca de cachorros-quentes de seis lugares em 1952, perto da esquina da San Pablo Avenue e da San Pablo Dam Road, em San Pablo, Califórnia, com o dinheiro que obteve com a venda do seu Buick de 1948. Posteriormente, acrescentou hambúrgueres ao menu do restaurante de cachorros-quentes, privilegiando as grandes doses. Depois do sucesso, mudou o nome do restaurante para Harvey's Giant Hamburgers.
Em 1960, Dale Power, um adolescente local, foi contratado como empregado de limpeza e continuou a trabalhar desde o ensino médio até à sua licenciatura na Universidade da Califórnia, em Berkeley. Em 1970, comprou o seu primeiro restaurante no bairro Jack London Square, na vizinha Oakland. Batizou-o de Nation's; o nome foi decidido com a convicção de que vendiam os melhores hambúrgueres da nação. Nessa altura, Russ Harvey mudou o nome do seu restaurante para Nation's, uma vez que os dois homens se tornaram parceiros numa marca unificada.
Com o passar do tempo, foram adicionados mais itens ao menu, incluindo pequeno-almoço, almoço, outros itens para o jantar e tortas.
Em 1994, Power se tornou presidente da empresa depois de Harvey se ter reformado. Originalmente apenas na Região da Baía de São Francisco, a empresa se expandiu desde então para leste, para os condados de Sacramento e San Joaquin.

## Localizações
A partir de 2024, a cadeia tem 29 locais no total na Região da Baía de São Francisco, na Região Metropolitana de Sacramento e na área de Stockton. Nove estão em Contra Costa, incluindo: Brentwood, Concord, El Cerrito, Moraga, Orinda, Pleasant Hill, Pittsburg, San Pablo e Tara Hills. O local original de San Pablo não está mais de pé, e o atual San Pablo Nation's no mesmo local do restaurante original na San Pablo Avenue e San Pablo Dam Road.
Existem 9 Nation's no condado de Alameda: Alameda, Berkeley, Castro Valley, Fremont, Hayward, Livermore, Oakland, Pleasanton e San Leandro. A localização de Oakland permanece no distrito de Jack London Square.
Existem quatro no condado de Solano, localizados em Benicia, Fairfield, Vacaville e Vallejo. Existem também lojas individuais em dois outros condados da Bay Area: Daly City no condado de San Mateo, o único Nation's na Península de São Francisco; e Napa no condado homônimo.
Três restaurantes estão localizados nas cidades de Modesto, Stockton e Tracy, no Vale Central, no condado de San Joaquin. A expansão em 2011 também trouxe a cadeia para o condado de Sacramento; os locais incluem Citrus Heights e Sacramento.